# Бедни људи
Бедни људи (рус. Бедные люди) је први роман Фјодора Михајловича Достојевског, познат и под именом „Јадни људи“. Први пут је објављен 1846. године у часопису „Петроградски зборник“. Достојевски је Бедне људе писао преко девет месеци. Ово је први роман Достојевског. Роман је похвалио славни критичар Белински који је Достојевског прогласио новим Гогољем.

## Радња
Роман говори о вези између једног старијег човека, који ради као државни чиновник, и девојке, његове рођаке. Роман је у писмима и сам Достојевски приказује беду коју живе обични људи у тадашњој Русији. Сам роман је првенац Достојевског и револуционарног је карактера, у смислу кретања књижевности ка модернизму. Јунаци овог романа, размењују писма и у њима описују једно другом свој свакодневни, бедан и јадан живот, пун патње, интрига, сплетки...

## Главни ликови
- Макар Алексејевич Девушкин (Макар Алексеевич Девушкин) – главни јунак романа Бедни људи. Стидљив, сиромашни и усамљени четрдесетседмогодишњи чиновник и преписивач. Упоређиван је са другим чиновницима из „природне школе“ као што је Акакије Акакијевич из „Шињела“. Иако покушава да користи литературу за разумевање живота, Девушкин не разматра ове теме одвојено, и лажно верује да писма Доброселове одражавају његов живот, узимајући кратке приче као реалистична дела. Он показује типичне сентименталне карактеристике; према Роберту Пејну, Достојевски „пише на ивици сентименталности, али је потпуно веродостојна и заокружена фигура“. Девушкиново име потиче од девусхка, што значи девојка или девојка, што вероватно симболизује невиност и невиност, иако је Џозеф Франк приметио да је то нескладан опис.
- Варвара Алексејевна Доброселова (Варвара Алексејевна Доброселова) – живи у сличним условима као и Девушкин. Њена одлука да живи са бескрупулозним господином Биковом чини је аутсајдером, што није типично за сентименталне романе; за разлику од хероине у роману Клариса Семјуела Ричардсона из 1748, она бира материјалистички пут и губи интересовање за књижевност. Њено име потиче од добро, што значи добро, што симболизује њену добродушну личност.
- Господин Биков (Биков) – стари, богати, брутални удовац. Успешно запроси Доброселову на крају. Његово име потиче од бик, што значи бик, што симболизује сексуалну моћ и пожуду. [1]